# Hopes Die Last
Hopes Die Last est un groupe de post-hardcore italien, originaire de Rome. Il mélange à la fois agressivité vocale et mélodie, dans un style proche de l'emo. À la suite du départ du chanteur, Nick, après la sortie de Your Face Down Now, le groupe en recrute un nouveau avec une voix semblable nommé Danielle.
Quelques jours après sa restructuration, le groupe annonce sur leur blog sa signature avec le label italien Wynona Records et publient du même coup une nouvelle chanson sur leur Myspace, et annoncent leur nouvel album, Six years home, le 4 août 2009.
Le 6 janvier 2017, Hopes Die Last annonce sa séparation. Les membres restants, à l'exception de Luigi Magliocca, forment un nouveau groupe appelé ALPHAWOLVES.

## Biographie

### Début (2004–2009)
Le groupe est formé en 2004 à Ladispoli, près de Rome, par des amis adolescents. Le groupe joue en concert à Rome et, après, dans toute l'Italie. Hopes Die Last publie Aim For Tomorrow en 2005, un EP qui comprend six chansons. Aim for Tomorrow est un album hardcore mélodique/punk avec quelques signes de screaming. Aim For Tomorrow fait participer la formation originale à l'exception de Becko, qui est remplacé par Marco Mantovani au chant, et Nicolò « Nick » au chant et screaming.
En 2008, ils arrivent à se percer dans la scène emocore avec l'EP Your Face Down Now. Avec leur nouvel album, le groupe chante en Allemagne, au Royaume-Uni, en France, aux États-Unis et au Japon. L'EP est le premier de Hopes Die Last à faire participer Marco « Becko » Calanca au chant, mais aussi Nick et l'ancien guitariste Jacopo.
Le groupe signe avec StandBy Records pour la sortie de l'album Six Years Home.

### Six Years Home(2009–2011)
Après leur tournée aux États-Unis et quelques dates en Europe, Nick décide de quitter le groupe. Il poste un message d'adieu sur le Myspace de Hopes Die Last. En août 2009, le groupe publie son premier album studio, intitulé Six Years Home, qui comprend dix chansons. Six Years Home est aussi le premier album du groupe à faire participer Daniele Tofani. 
En 2010, le groupe tourne en Italie et dans la plupart des pays européens. Leur reprise de la chanson Firework de Katy Perry, est publiée le 3 mars 2011 sur Myspace.

### Trust No One(2011–2016)
Calanca (chant/guitare) et Tofani (basse/chant) démarrent un projet parallèle rock alternatif appelé Everland, et publient l'album Once Upon A Time en décembre 2011. Hopes Die Last enregistre un nouvel album prévu en 2012. En octobre, le groupe part en tournée britannique avec Attack Attack!, puis joue des dates en Europe, Europe de l'Est, et la Russie. Le 14 novembre 2011, exactement trois mois avant, Standby Records poste une bande-annonce d'une vidéo/single à venir. Les singles Unleash Hell et Never Trust the Hazel Eyed sont publiés en janvier 2012, suivi par un troisième single Keep Your Hands Off. Le nouvel album est annoncé sous le nom Trust No One et est publié le 14 février 2012.
Le 23 avril 2013, le groupe annonce l'arrivée permanente de Nekso. Nekso avait déjà collaboré avec le groupe sur la chanson Keep Your Hands Off et son clip. Le 1er mai 2013, le groupe annonce faire partie de la famille Monster Energy. Le 20 mai 2013, le groupe annonce un nouvel album pour le 25 juin 2013 intitulé Wolfpack (EP), avec la sortie du nouveau single Cheaters Must Die. Le second single de Wolfpack est intitulé Hellbound, et publié le 3 juin 2013. Wolfpack est publié à la date prévue, le 25 juin 2013. Le 26 juin 2013, suivi de la sortie de l'EP, Hopes Die Last poste un troisième clip, Promises - Nero Cover. Le 3 décembre 2013, le groupe publie son quatrième single, The Wolfpack. 
Le 19 avril 2015, le groupe poste une annonce sur YouTube. Leur nouvel album, Alpha Wolves, est publié sur iTunes le 3 juin 2015 et est suivi par un clip sur YouTube,,. Cette même année, Ivan Panella (batterie) et Marco « Becko » Calanca (basse et chant clair) quittent le groupe et sont remplacés par Danilo et Yuri.

### Séparation et ALPHAWOLVES (2017)
Le 6 janvier 2017, le groupe annonce sa séparation et la fin de son compte Facebook. Les membres restants, à l'exception de Luigi Magliocca, forment un nouveau groupe appelé ALPHAWOLVES.

## Membres

### Derniers membres
- Daniele Tofani - chant guttural (2009-2017), chant clair (2015-2017)
- Marco Mantovani - guitare solo (2004-2017), chant guttural (2004-2006, 2015-2017)
- Luigi Magliocca - guitare rythmique (2008-2017)
- Yuri Santurri - basse (2015-2017)
- Danilo Menna - batterie, percussions (2015-2017)

### Anciens membres
- Marco « Becko » Calanca - basse, claviers, chant clair (2004-2015)
- Ivan Panella - batterie, percussions (2004-2015)
- Valerio « Nekso » Corsi - claviers, électronique (2013)
- Nicolò « Nick » Arquilla - chant (2004-2008)
- Jacopo Iannariello - guitare rythmique (2004–2008)